# .22 Winchester Rimfire
O .22 Winchester Rimfire (comumente chamado de .22 WRF), é um cartucho de fogo circular desenvolvido pela Winchester e introduzido em 1890, para uso no rifle Winchester Model 1890.

## Histórico
O cartucho .22 WRF, introduzido juntamente com rifle Winchester M1890, tinha uma bala de nariz achatado e é idêntico ao .22 Remington Special (que diferia apenas por ter uma bala de ponta redonda). Ele usa um projétil de base plana e lubrificação interna, que difere dos cartuchos de lubrificante externa: .22 Short, Long, LR e Extra Long.

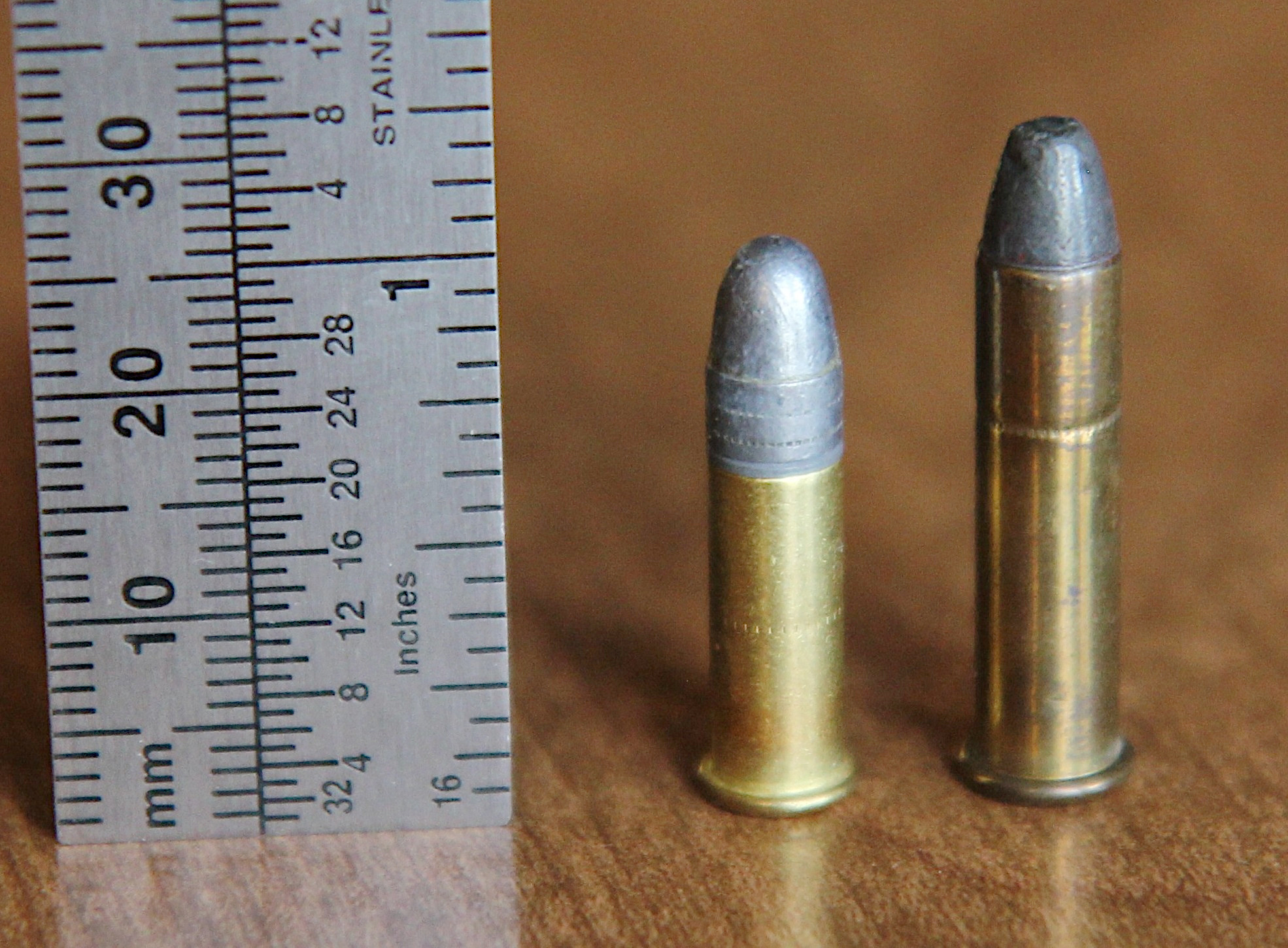
Cartuchos .22 LR e .22 WRF ao lado de uma régua para comparação.

Quando introduzido, o .22 WRF "foi a primeira melhoria notável no poder de matar" em relação ao .22 LR, e era capaz de abater de forma "limpa" a até 75 jardas (70 m). É um pouco menos preciso do que o .22 LR e é mais adequado para pequenos animais de caça, como coelhos ou cães da pradaria.

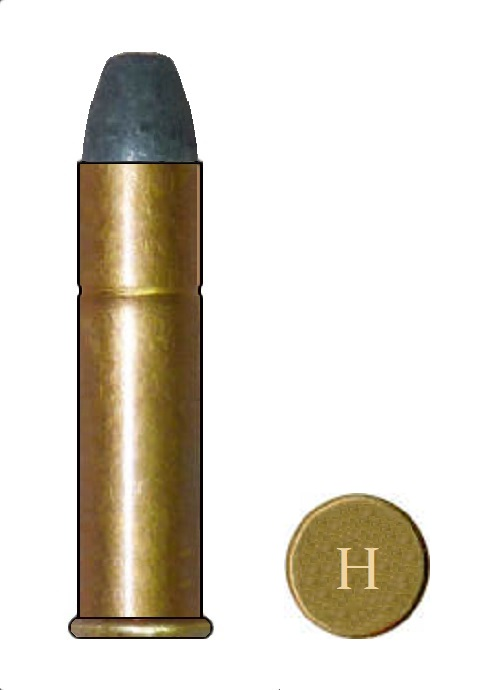
O cartucho .22 WRF.

Pouco antes da Segunda Guerra Mundial, foram desenvolvidos propelentes que aumentaram muito a eficácia do .22 LR. Essas novas cargas de "alta velocidade" fornecem hoje em dia, cerca de 1.132 fps e 82 ft-lbs de energia, podendo chegar a 1,600 fps dependendo do peso da bala, em relação à carga LR original que fornecia 1.095 fps (em rifles). Este aumento na potência da bala menor, juntamente com seu preço mais barato e grande número de rifles já comercializados em .22 LR, efetivamente "matou" o .22 WRF, que só se mantém vivo como uma munição "menos destrutiva" para caça de pequenos animais.
Uma variedade de rifles Winchester, Remington e Stevens de tiro único e de repetição foram oferecidos a partir de 1890, mas novos rifles não são feitos para este cartucho. A munição .22 WRF é oferecida periodicamente por fabricantes comerciais para uso nas armas antigas. Ele pode ser disparado em qualquer rifle com câmara para o mais poderoso .22 WMR. O cartucho WRF mais curto pode ser limitado ao uso de um único tiro em rifles WMR, uma vez que pode não se alimentar automaticamente de cartuchos de comprimento WMR, dependendo do design.

## Dimensões
Dimensões do cartucho conforme especificado pela ANSI/SAAMI.

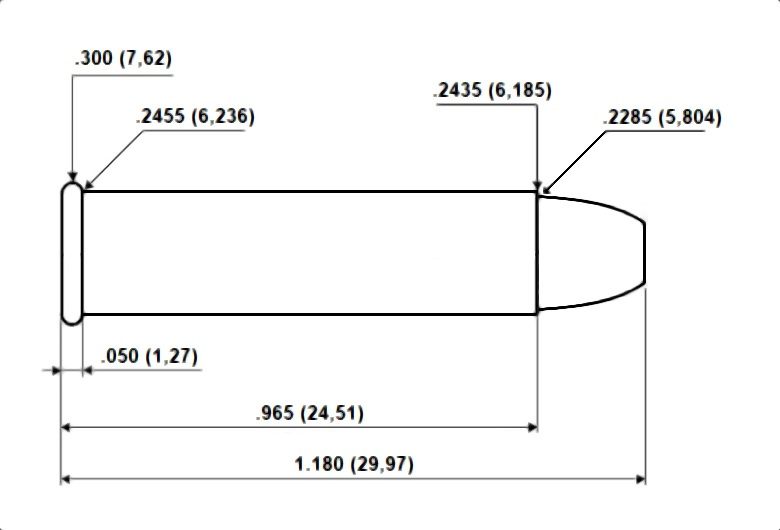